# Amphidraus
Amphidraus Simon, 1900 è un genere di ragni appartenente alla famiglia Salticidae.

## Distribuzione
Le 4 specie oggi note di questo genere sono diffuse in America meridionale: in particolare 2 sono state rinvenute in Brasile, una in Argentina e una in Bolivia.

## Tassonomia
A dicembre 2010, si compone di quattro specie:
- Amphidraus argentinensis Galiano, 1997 — Argentina
- Amphidraus auriga Simon, 1900[2] — Bolivia
- Amphidraus duckei Galiano, 1967 — Brasile
- Amphidraus santanae Galiano, 1967 — Brasile

### Specie trasferite
- Amphidraus nigritarsis Simon, 1900 a seguito di uno studio dell'aracnologa Galiano del 1962, è stato denominato in Marma nigritarsis (Simon, 1900)[1].